# Valence-en-Brie
Pour les articles homonymes, voir Valence.
Valence-en-Brie est une commune française située dans le département de Seine-et-Marne en région Île-de-France.

## Géographie

### Localisation
Valence-en-Brie est située à 21 km au sud-est de Melun et à 9,5 km au nord-ouest de Montereau-Fault-Yonne.
- 1Carte dynamique
- 2Carte Openstreetmap
- 3Carte topographique
- 4Carte avec les communes environnantes

### Communes limitrophes
| Pamfou                    | Les Écrennes       | Échouboulains |
| Machault                  | Valence-en-Brie    |               |
| Vernou-la-Celle-sur-Seine | La Grande-Paroisse | Forges        |

### Géologie et relief
La commune est classée en zone de sismicité 1, correspondant à une sismicité très faible. L'altitude varie de 87 mètres à 130 mètres pour le point le plus haut , le centre du bourg se situant à environ 108 mètres d'altitude (mairie).

### Hydrographie

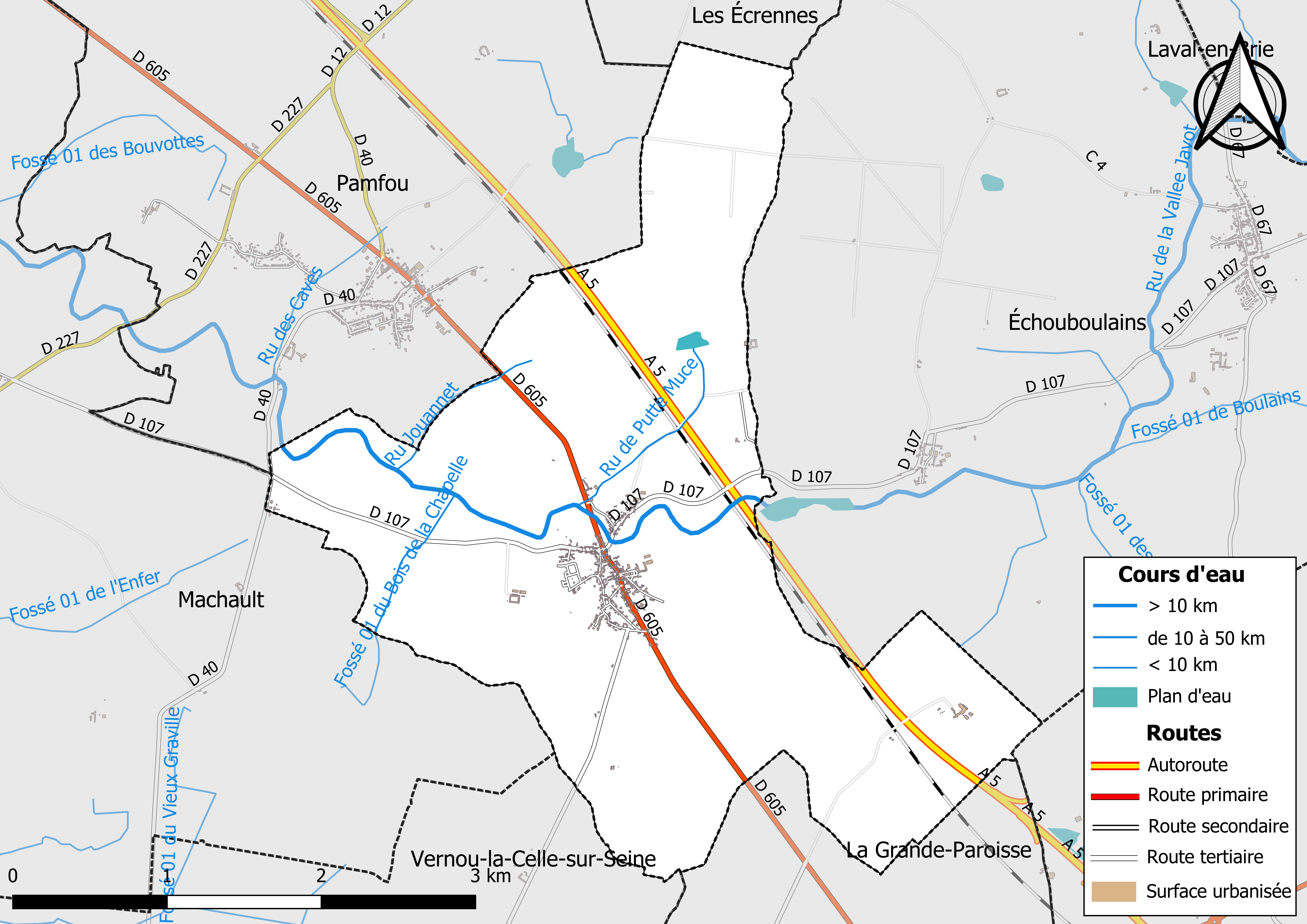
Carte des réseaux hydrographique et routier de Valence-en-Brie.

Le réseau hydrographique de la commune se compose de cinq cours d'eau référencés :
- le ru de la Vallee Javot, long de 28,99 km[3], affluent de la Seine, traverse la commune.
  - le ru Jouannet, 1,19 km[4], et ;
  - le ru de Putte Muce, 1,46 km[5], et ;
  - le fossé 01 de l'Archevêque, 1,35 km[6], et ;
  - le fossé 01 du Bois de la Chapelle, 1,80 km[7], affluents de la Vallée Javot.

La longueur totale des cours d'eau sur la commune est de 7,23 km.

### Climat
Pour des articles plus généraux, voir Climat de l'Île-de-France et Climat de Seine-et-Marne.
En 2010, le climat de la commune est de type climat océanique dégradé des plaines du Centre et du Nord, selon une étude du CNRS s'appuyant sur une série de données couvrant la période 1971-2000. En 2020, Météo-France publie une typologie des climats de la France métropolitaine dans laquelle la commune est exposée à un climat océanique altéré et est dans la région climatique Nord-est du bassin Parisien, caractérisée par un ensoleillement médiocre, une pluviométrie moyenne régulièrement répartie au cours de l’année et un hiver froid (3 °C).
Pour la période 1971-2000, la température annuelle moyenne est de 10,9 °C, avec une amplitude thermique annuelle de 15,4 °C. Le cumul annuel moyen de précipitations est de 721 mm, avec 11,7 jours de précipitations en janvier et 7,7 jours en juillet. Pour la période 1991-2020, la température moyenne annuelle observée sur la station météorologique la plus proche, située sur la commune de Fontainebleau à 14 km à vol d'oiseau, est de 11,1 °C et le cumul annuel moyen de précipitations est de 740,1 mm,. Pour l'avenir, les paramètres climatiques de la commune estimés pour 2050 selon différents scénarios d'émission de gaz à effet de serre sont consultables sur un site dédié publié par Météo-France en novembre 2022.

### Milieux naturels et biodiversité

#### Réseau Natura 2000

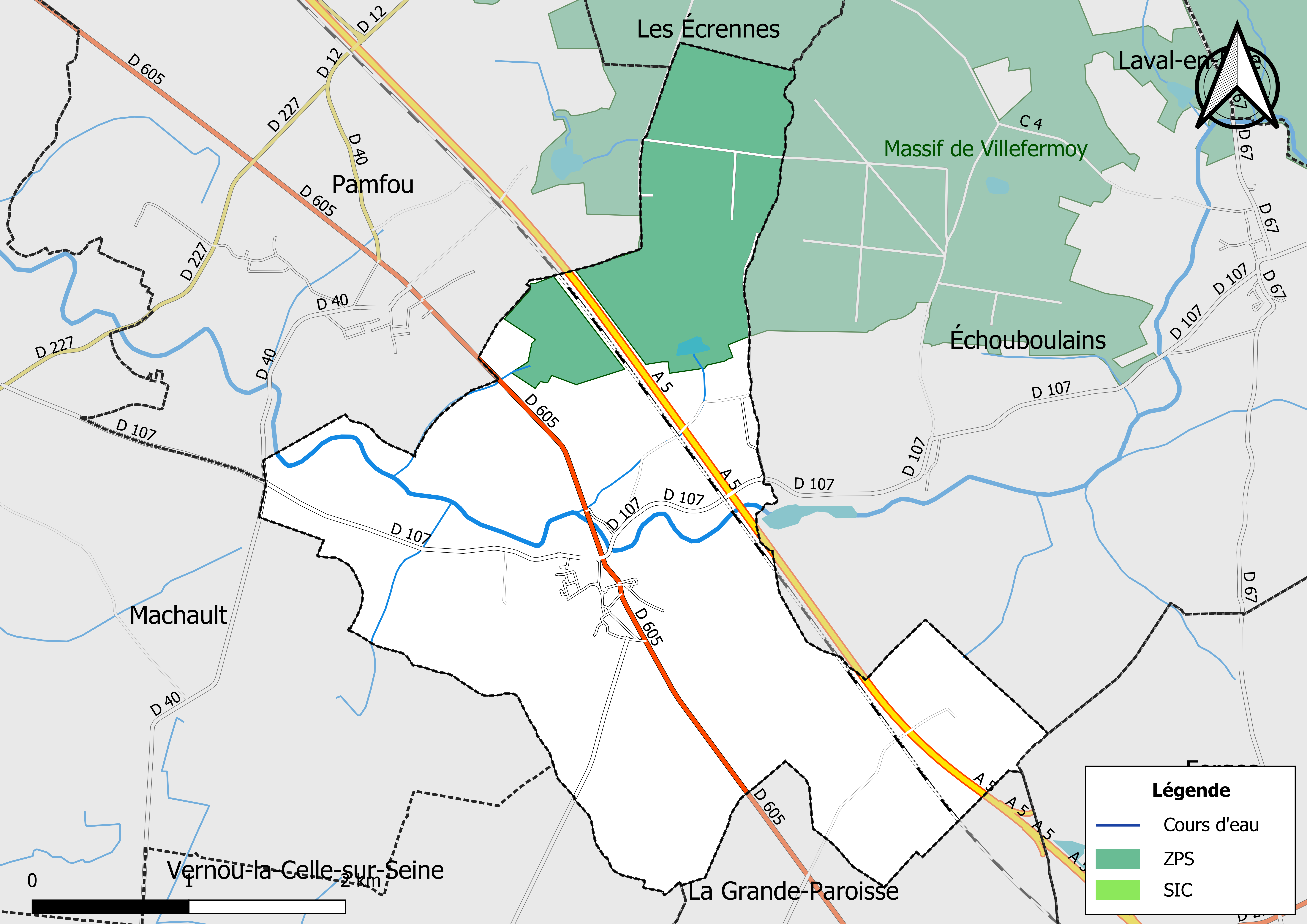
Sites Natura 2000 sur le territoire communal.

Le réseau Natura 2000 est un réseau écologique européen de sites naturels d’intérêt écologique élaboré à partir des Directives « Habitats » et « Oiseaux ». Ce réseau est constitué de Zones spéciales de conservation (ZSC) et de Zones de protection spéciale (ZPS). Dans les zones de ce réseau, les États Membres s'engagent à maintenir dans un état de conservation favorable les types d'habitats et d'espèces concernés, par le biais de mesures réglementaires, administratives ou contractuelles.
Un  site Natura 2000 a été défini sur la commune au titre de la « directive Oiseaux », :  
- le « Massif de Villefermoy », d'une superficie de 4 790 ha, un site où entre 1976 et 1997, un minimum de 122 espèces d’oiseaux ont été répertoriées sur l’ensemble du massif forestier de Villefermoy, dont 93 qui ont niché au moins une fois durant la période 1990-1997, ce qui représente environ 60 % du peuplement avien régional[17],[18].

#### Zones naturelles d'intérêt écologique, faunistique et floristique
L’inventaire des zones naturelles d'intérêt écologique, faunistique et floristique (ZNIEFF) a pour objectif de réaliser une couverture des zones les plus intéressantes sur le plan écologique, essentiellement dans la perspective d’améliorer la connaissance du patrimoine naturel national et de fournir aux différents décideurs un outil d’aide à la prise en compte de l’environnement dans l’aménagement du territoire.
Le territoire communal de Valence-en-Brie comprend deux ZNIEFF de type 1,,, 
l'« Étang d'Echou » (13,3 ha), couvrant 2 communes du département et 
la « Porte de Paris » (7,47 ha).
et deux ZNIEFF de type 2, : 
- les « Bois de Valence et de Champagne » (3 706,85 ha), couvrant 9 communes du département[22] ;
- le « Massif de Villefermoy » (7 033,23 ha), couvrant 12 communes du département[23].

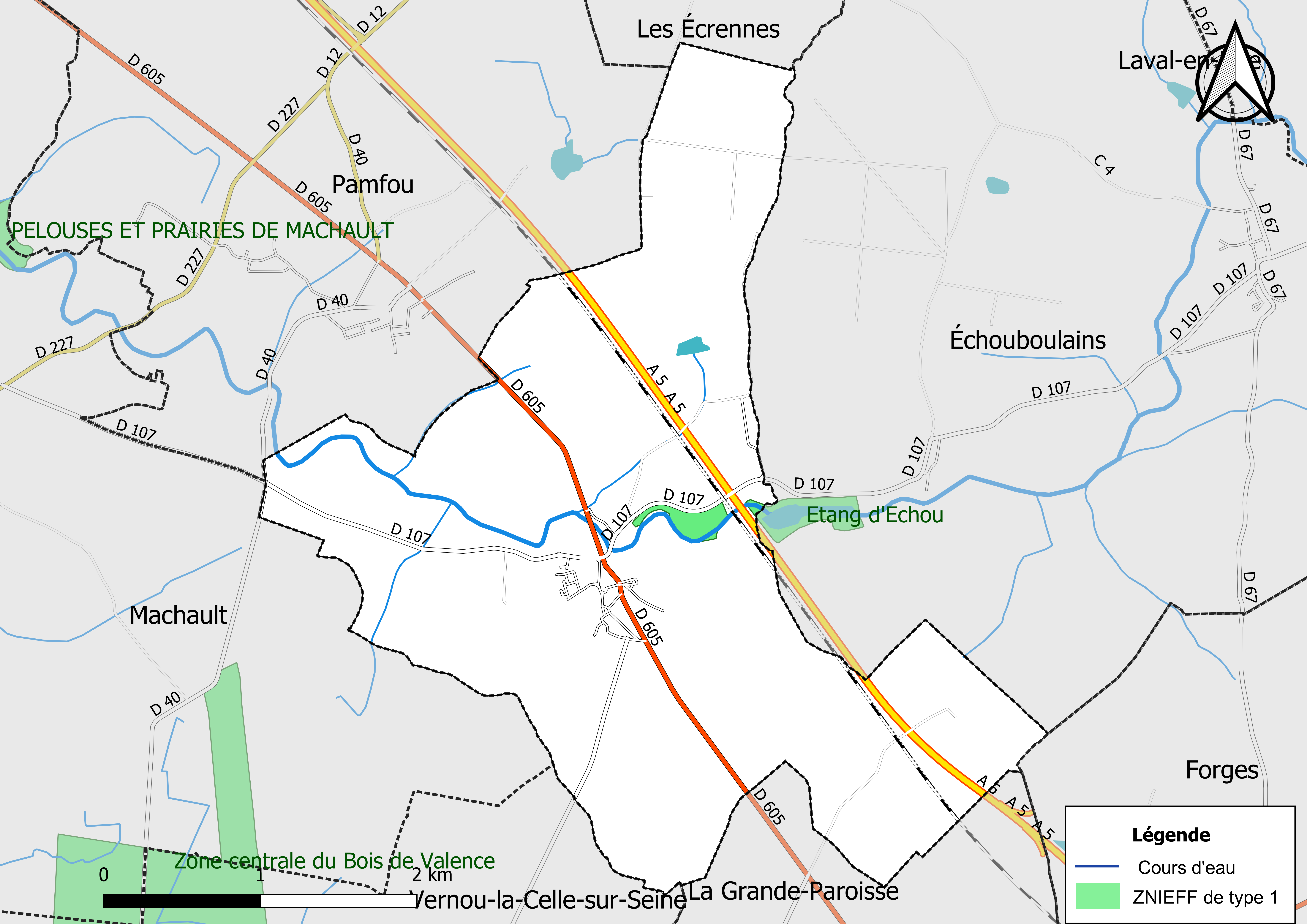
Carte des ZNIEFF de type 1 de la commune.
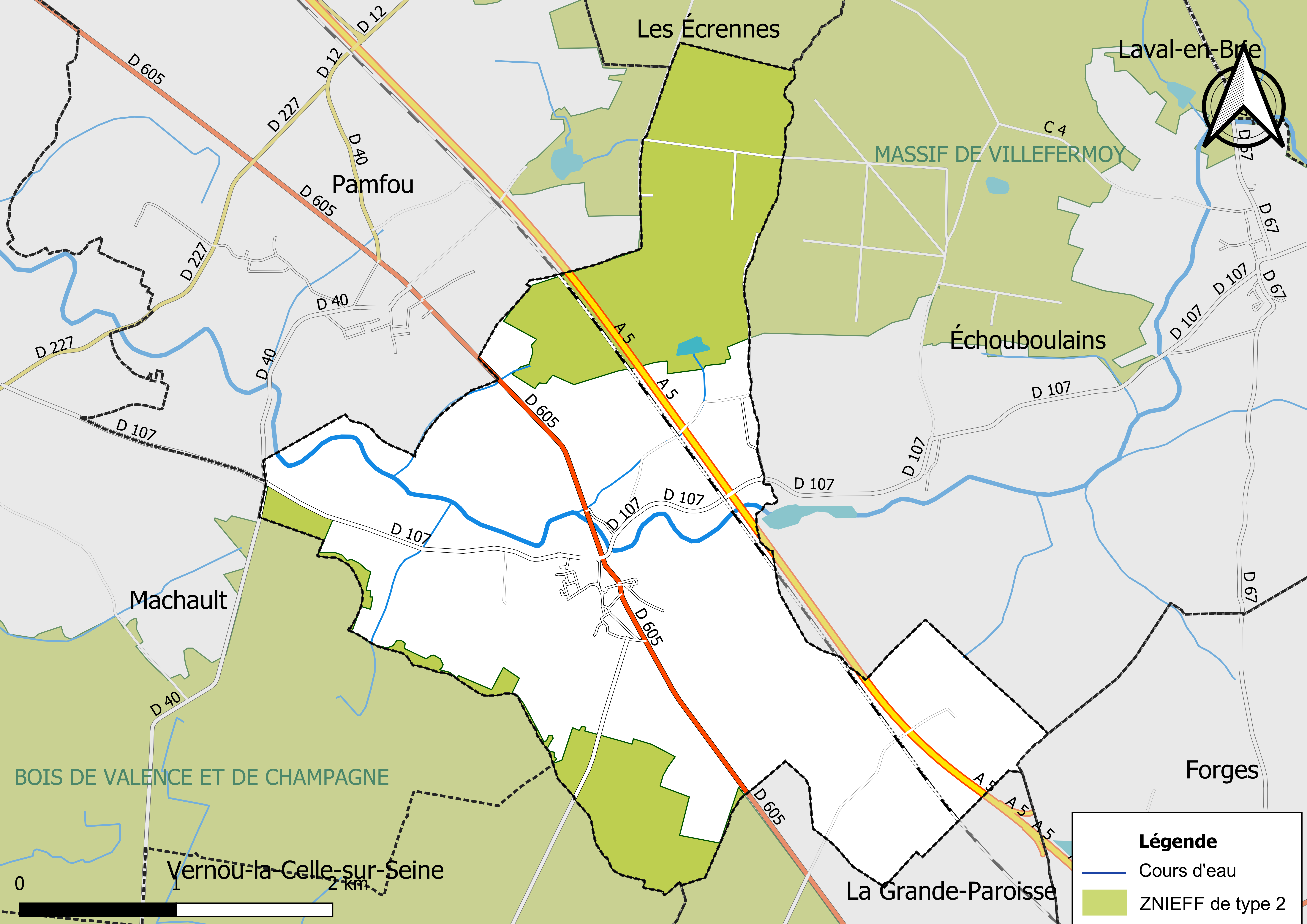
Carte des ZNIEFF de type 2 de la commune.

## Urbanisme

### Typologie
Au 1er janvier 2024, Valence-en-Brie est catégorisée bourg rural, selon la nouvelle grille communale de densité à sept niveaux définie par l'Insee en 2022.
Elle est située hors unité urbaine. Par ailleurs la commune fait partie de l'aire d'attraction de Paris, dont elle est une commune de la couronne,. Cette aire regroupe 1 929 communes,.

### Lieux-dits et écarts
La commune compte 79 lieux-dits administratifs répertoriés consultables ici (source : le fichier Fantoir) dont les Carrois, la Porte de Paris, la Courtille, les Bordes (ferme).

### Occupation des sols
L'occupation des sols de la commune, telle qu'elle ressort de la base de données européenne d’occupation biophysique des sols Corine Land Cover (CLC), est marquée par l'importance des territoires agricoles (58,8 % en 2018), en augmentation par rapport à 1990 (57,8 %). La répartition détaillée en 2018 est la suivante : 
terres arables (56% ), forêts (31,7% ), milieux à végétation arbustive et/ou herbacée (4,9% ), zones urbanisées (4,6% ), zones agricoles hétérogènes (2% ), prairies (0,8 %).
Parallèlement, L'Institut Paris Région, agence d'urbanisme de la région Île-de-France, a mis en place un inventaire numérique de l'occupation du sol de l'Île-de-France, dénommé le MOS (Mode d'occupation du sol), actualisé régulièrement depuis sa première édition en 1982. Réalisé à partir de photos aériennes, le Mos distingue les espaces naturels, agricoles et forestiers mais aussi les espaces urbains (habitat, infrastructures, équipements, activités économiques, etc.) selon une classification pouvant aller jusqu'à 81 postes, différente de celle de Corine Land Cover,,. L'Institut met également à disposition des outils permettant de visualiser par photo aérienne l'évolution de l'occupation des sols de la commune entre 1949 et 2018.

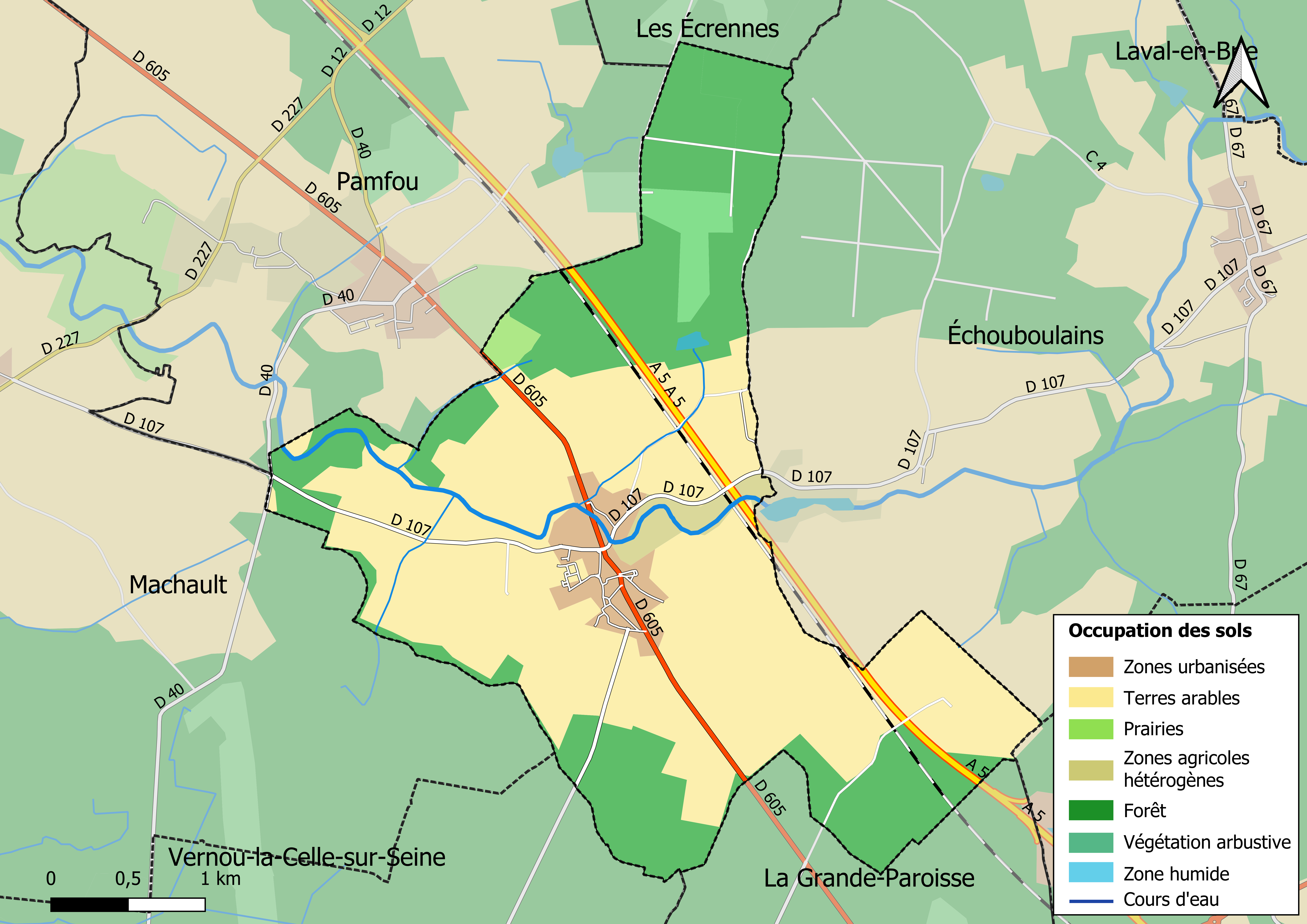
Carte des infrastructures et de l'occupation des sols en 2018 (CLC) de la commune.
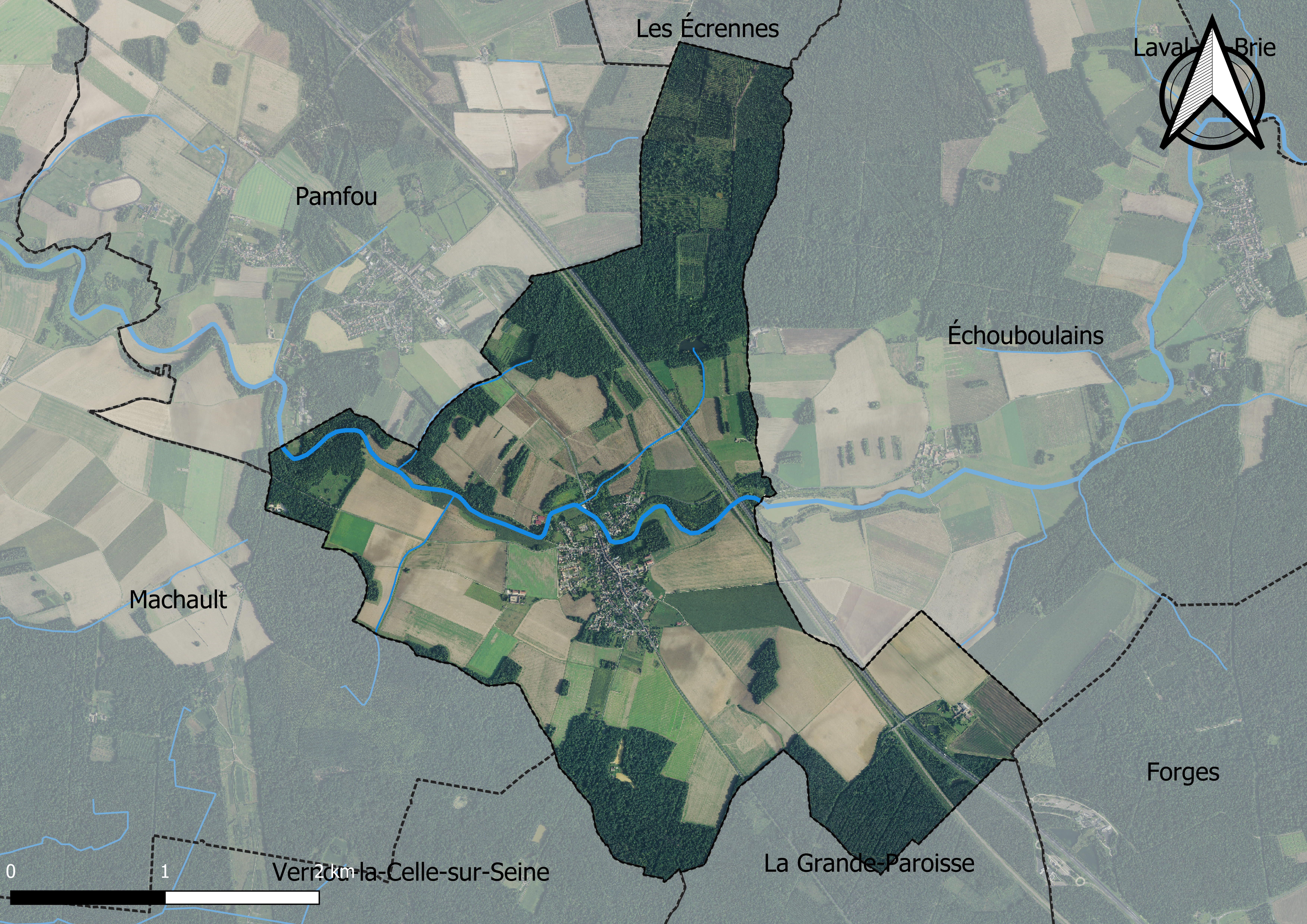
Carte orhophotogrammétrique de la commune.

### Planification
La commune disposait en 2019 d'un plan local d'urbanisme approuvé. Le zonage réglementaire et le règlement associé peuvent être consultés sur le Géoportail de l'urbanisme.

### Logement
En 2016, le nombre total de logements dans la commune était de 
341 dont 88,5 % de maisons et 10,6 % d’appartements.
Parmi ces logements, 88,3 % étaient des résidences principales, 1,7 % des résidences secondaires et 10 % des logements vacants.
La part des ménages fiscaux propriétaires de leur résidence principale s’élevait à 73,7 % contre 25,3 % de locataires,, dont 7,5 % de logements HLM loués vides (logements sociaux) et, 1 % logés gratuitement.

### Voies de communication et transports

#### Voies de communication
Le village est situé sur la D 605 entre Le Châtelet-en-Brie et Montereau-Fault-Yonne.

#### Transports
La commune est desservie par les lignes d'autocars :
- No 41 du réseau de bus Fontainebleau - Moret ;
- No 46 du réseau de bus Pays de Montereau.

## Toponymie
Le nom de la localité est mentionné sous la forme Valencius en  1206 :  Valencius (« vigoureux ») a dérivé  en  Valentin.

## Politique et administration

### Liste des maires
| Période                                  | Période      | Identité                 | Étiquette | Qualité             |
| ---------------------------------------- | ------------ | ------------------------ | --------- | ------------------- |
| Les données manquantes sont à compléter. |              |                          |           |                     |
| maire en 1835                            | ?            | M. de Loynes             |           |                     |
|                                          |              |                          |           |                     |
| 1983                                     | 1995         | Anne-Marie Redon-Michaud |           | Juriste             |
| 1995                                     | 2010         | Serge Vaucouleur         |           | Retraité            |
| avril 2010                               | juin 2011    | Jacques Poulain          |           | Retraité            |
| septembre 2011                           | mars 2014    | Jean-François Pierucci   |           | Comptable           |
| mars 2014                                | juillet 2020 | Serge Vaucouleur         |           | Retraité            |
| juillet 2020                             | En cours     | Pierre Racine            |           | Responsable Qualité |

### Jumelages
La commune de Valence en Brie n'est jumelée avec aucune autre ville internationale ou française.

## Équipements et services

### Eau et assainissement
L’organisation de la distribution de l’eau potable, de la collecte et du traitement des eaux usées et pluviales relève des communes. La loi NOTRe de 2015 a accru le rôle des EPCI à fiscalité propre en leur transférant cette compétence. Ce transfert devait en principe être effectif au 1er janvier 2020, mais la loi Ferrand-Fesneau du 3 août 2018 a introduit la possibilité d’un report de ce transfert au 1er janvier 2026,.

#### Assainissement des eaux usées
En 2020, la gestion du service d'assainissement collectif de la commune de Valence-en-Brie est assurée par la communauté de communes Brie des Rivières et Châteaux (CCBRC) pour la collecte, le transport et la dépollution. Ce service est géré en délégation par une entreprise privée, dont le contrat arrive à échéance le 31 juillet 2022,,.
L’assainissement non collectif (ANC) désigne les installations individuelles de traitement des eaux domestiques qui ne sont pas desservies par un réseau public de collecte des eaux usées et qui doivent en conséquence traiter elles-mêmes leurs eaux usées avant de les rejeter dans le milieu naturel. La communauté de communes Brie des Rivières et Châteaux (CCBRC) assure pour le compte de la commune le service public d'assainissement non collectif (SPANC), qui a pour mission de vérifier la bonne exécution des travaux de réalisation et de réhabilitation, ainsi que le bon fonctionnement et l’entretien des installations. Cette prestation est déléguée à l'entreprise Veolia, dont le contrat arrive à échéance le 31 juillet 2022,.

#### Eau potable
En 2020, l'alimentation en eau potable est assurée par la communauté de communes Brie des Rivières et Châteaux (CCBRC) qui en a délégué la gestion à l'entreprise Veolia, dont le contrat expire le 21 décembre 2027,.

## Population et société

### Démographie
L'évolution du nombre d'habitants est connue à travers les recensements de la population effectués dans la commune depuis 1793. Pour les communes de moins de 10 000 habitants, une enquête de recensement portant sur toute la population est réalisée tous les cinq ans, les populations de référence des années intermédiaires étant quant à elles estimées par interpolation ou extrapolation. Pour la commune, le premier recensement exhaustif entrant dans le cadre du nouveau dispositif a été réalisé en 2007.

En 2022, la commune comptait 1 023 habitants, en évolution de +7,8 % par rapport à 2016 (Seine-et-Marne : +3,92 %, France hors Mayotte : +2,11 %).
| 1793 | 1800 | 1806 | 1821 | 1831 | 1836 | 1841 | 1846 | 1851 |
| ---- | ---- | ---- | ---- | ---- | ---- | ---- | ---- | ---- |
| 642  | 657  | 593  | 615  | 727  | 770  | 716  | 715  | 704  |

| 1856 | 1861 | 1866 | 1872 | 1876 | 1881 | 1886 | 1891 | 1896 |
| ---- | ---- | ---- | ---- | ---- | ---- | ---- | ---- | ---- |
| 673  | 692  | 695  | 620  | 614  | 587  | 585  | 578  | 554  |

| 1901 | 1906 | 1911 | 1921 | 1926 | 1931 | 1936 | 1946 | 1954 |
| ---- | ---- | ---- | ---- | ---- | ---- | ---- | ---- | ---- |
| 543  | 554  | 490  | 492  | 504  | 519  | 467  | 477  | 539  |

| 1962 | 1968 | 1975 | 1982 | 1990 | 1999 | 2006 | 2007 | 2012 |
| ---- | ---- | ---- | ---- | ---- | ---- | ---- | ---- | ---- |
| 497  | 433  | 423  | 495  | 549  | 653  | 844  | 870  | 896  |

| 2017 | 2022  | - | - | - | - | - | - | - |
| ---- | ----- | - | - | - | - | - | - | - |
| 966  | 1 023 | - | - | - | - | - | - | - |

### Associations
Sacré Charlemagne (association de parents)
- La Compagnie du Javot (Théâtre)
- Little Evan (enfance handicap)[48]
- Le CSCV (Club Sportif et Culturel Valençois)
- Le VAAV (Valence Avance Avec Vous)
- Club des Anciens d'Echouboulains/Coutençon/Valence-en-Brie
- HPEV (Histoire, Patrimoine et Environnement Valençois)[49]
- Football club Valence-en-Brie (victoire de la coupe CDM 77 sud, 2014)

## Économie

### Revenus de la population et fiscalité
En 2017, le nombre de ménages fiscaux de la commune était de 306, représentant 879 personnes et la  médiane du revenu disponible par unité de consommation  de 22 220 euros.

### Emploi
En 2017 , le nombre total d’emplois dans la zone était de 108, occupant 396 actifs  résidants.
Le taux d'activité de la population (actifs ayant un emploi) âgée de 15 à 64 ans s'élevait à 62,4 % contre un taux de chômage de 8,8 %.
Les 28,8 % d’inactifs se répartissent de la façon suivante : 10,7 % d’étudiants et stagiaires non rémunérés, 3,9 % de retraités ou préretraités et 14,1 % pour les autres inactifs.

### Entreprises et commerces
En 2015, le nombre d'établissements actifs était de 58 dont 5 dans l'agriculture-sylviculture-pêche, 6 dans l’industrie, 8 dans la construction, 30 dans le commerce-transports-services divers et 9  étaient relatifs au secteur administratif.
Ces établissements ont pourvu 53 postes salariés.

### Agriculture
Valence-en-Brie est dans la petite région agricole dénommée la « Brie humide » (ou Brie de Melun), une partie de la Brie à l'est de Melun. En 2010, l'orientation technico-économique de l'agriculture sur la commune est la culture de céréales et d'oléoprotéagineux (COP).
Si la productivité agricole de la Seine-et-Marne se situe dans le peloton de tête des départements français, le département enregistre un double phénomène de disparition des terres cultivables (près de 2 000 ha par an dans les années 1980, moins dans les années 2000) et de réduction d'environ 30 % du nombre d'agriculteurs dans les années 2010. Cette tendance n'est pas confirmée au niveau de la commune qui voit le nombre d'exploitations rester constant entre 1988 et 2010. Parallèlement, la taille de ces exploitations augmente, passant de 107 ha en 1988 à 146 ha en 2010.
Le tableau ci-dessous présente les principales caractéristiques des exploitations agricoles de Valence-en-Brie, observées sur une période de 22 ans : 
|                                      | 1988 | 2000 | 2010 |
| ------------------------------------ | ---- | ---- | ---- |
| Dimension économique,                |      |      |      |
| Nombre d’exploitations (u)           | 6    | 6    | 6    |
| Travail (UTA)                        | 12   | 11   | 8    |
| Surface agricole utilisée (ha)       | 643  | 743  | 873  |
| Cultures                             |      |      |      |
| Terres labourables (ha)              | 627  | 724  | 786  |
| Céréales (ha)                        | 441  | 495  | 481  |
| dont blé tendre (ha)                 | 287  | 322  | 304  |
| dont maïs-grain et maïs-semence (ha) | 150  | 102  | 83   |
| Tournesol (ha)                       | 79   | s    | s    |
| Colza et navette (ha)                | 54   | 57   | 65   |
| Élevage                              |      |      |      |
| Cheptel (UGBTA)                      | 73   | 92   | 213  |

## Culture locale et patrimoine

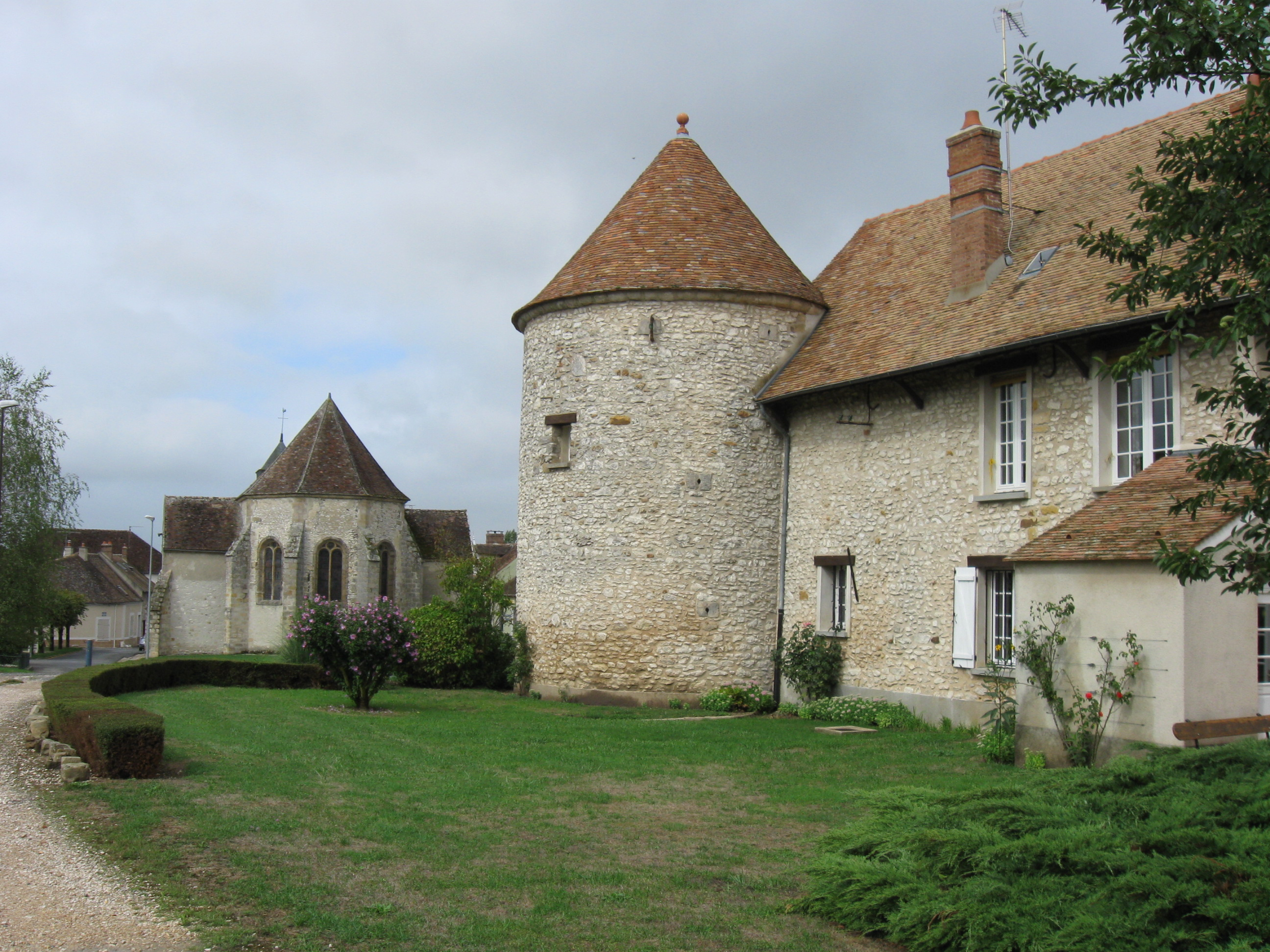
La ferme du château et l'église Saint-Nicolas.

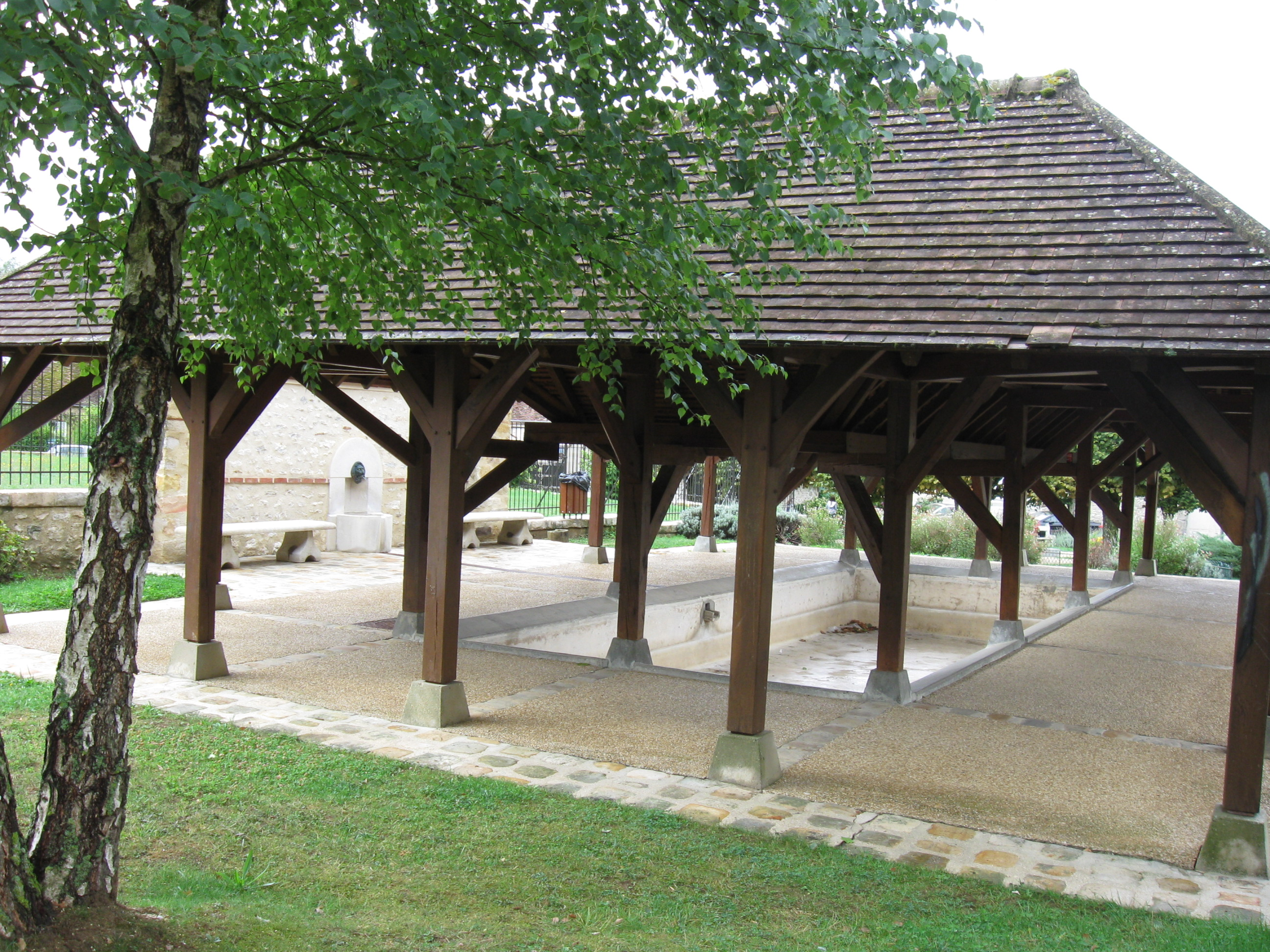
Le lavoir.

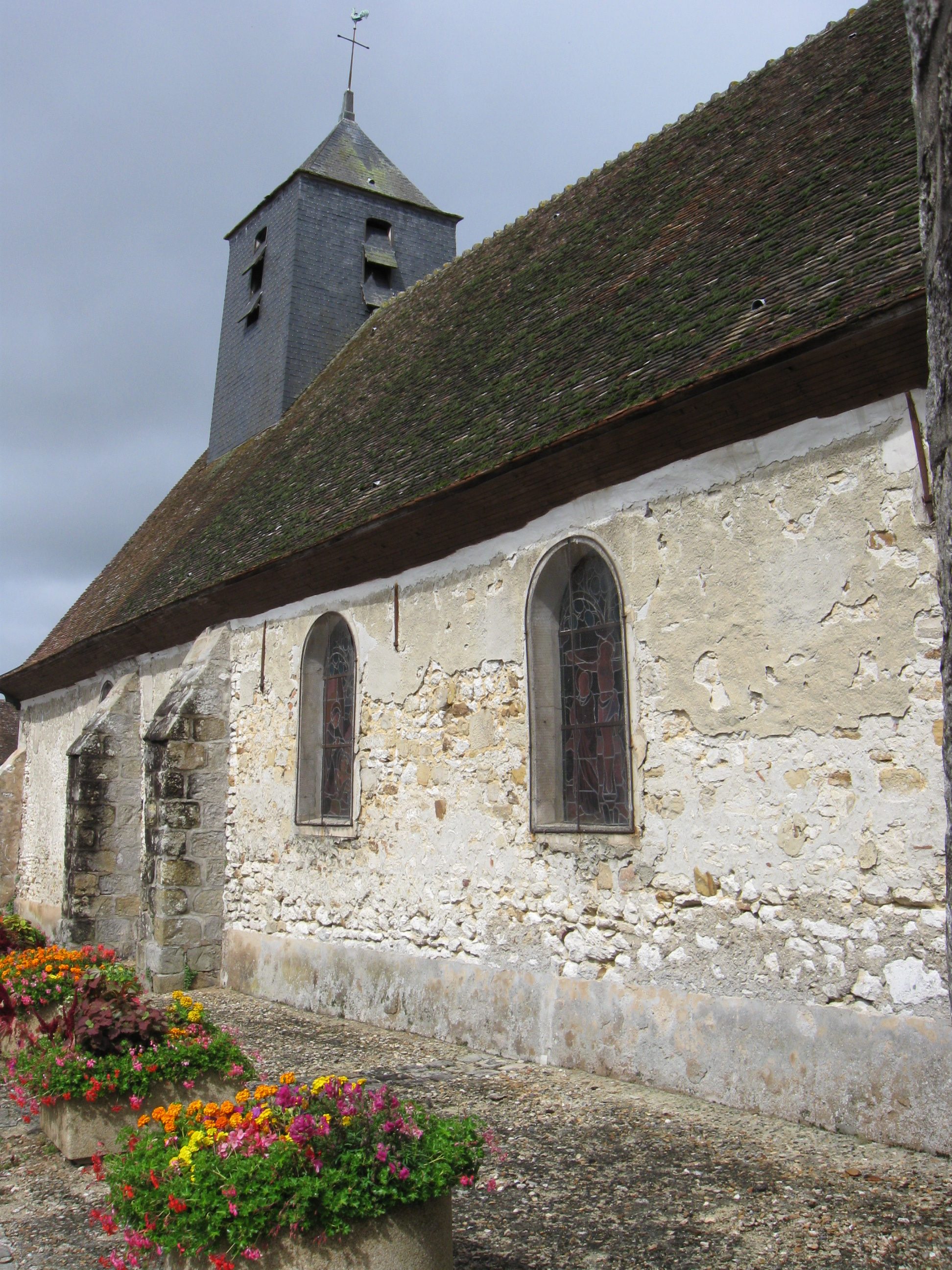
L'église Saint-Nicolas.

### Lieux et monuments
L'église : l'église Saint-Nicolas fut fondée par les moines bénédictins de l'abbaye de Saint-Lomer de Blois qui étaient installés au prieuré Saint-Martin de Montereau. Le chœur date du XVe siècle et comporte des vitraux de 1896... Elle a été rénovée en 2003, à la suite de la tempête de 1999.
Le lavoir : sur la place du village se trouve un petit lavoir. Il fut construit dans les années 1928-1930. Les femmes du village se regroupaient pour le lavage du linge, mais il servait aussi de réservoir d’eau pour les pompiers en cas d’incendie.
Les fours à chaux : en 1830, le 1er four à chaux de Valence se construit, deux autres le rejoindront en 1835. Ces fours permettaient la production de chaux vive en cuisant le calcaire qui était extrait des carrières proches.
L'école : la 1re école connue se trouvait face au no 11 de la rue Emile-Parquet, elle fut détruite en 1894. La seconde de 1835 à 1865 était au 22 rue Octave-Rousseau. De 1865 à 1910, une école de filles congréganiste mais communale s'installe au no 27 de la rue André-Taboulet.
La mairie : un officier du roi, avocat au grenier à sel de Montereau, y établit ses quartiers vers 1670. Puis un débit de boissons et une boulangerie s'y installent et en 1731 le procureur fiscal de la seigneurie de Valence y emménage.
La ferme du château : cette demeure seigneuriale significative par sa tour ronde fut construite pendant la guerre de Cent Ans. Elle a été transformée en ferme au XVIIIe siècle.

### Personnalités liées à la commune
- Jean-Baptiste Poirson (1760-1831), géographe et cartographe y est décédé.
- Jules Hénault (1859-1909), artiste peintre et illustrateur y est né.
- Marcel Dessonnes (1877-1960) est un comédien français, sociétaire de la Comédie-Française, mort à Valence-en-Brie, dont une des rues porte son nom.